# Cryptochironomus agilis
Cryptochironomus agilis är en tvåvingeart som först beskrevs av Linevich 1963.  Cryptochironomus agilis ingår i släktet Cryptochironomus och familjen fjädermyggor.
Artens utbredningsområde är Estland. Inga underarter finns listade i Catalogue of Life.